# Channallabes alvarezi
Channallabes alvarezi är en fiskart som först beskrevs av Roman, 1971.  Channallabes alvarezi ingår i släktet Channallabes och familjen Clariidae. IUCN kategoriserar arten globalt som livskraftig. Inga underarter finns listade i Catalogue of Life.